# 中田ゆみ
中田 ゆみ（なかた ゆみ）は、日本の漫画家。岡山県出身。女性。

## 人物
1999年頃、『ヤングアニマル』（白泉社）で読み切り作品を発表し、本格的に漫画家となる。2000年 - 2002年頃は、成年誌やアダルト誌での連載が中心であったが、2003年頃から少年画報社や実業之日本社など、一般青年誌へ執筆の場を移していく。
近年はマニア向け少年誌やヤング誌でのラブコメが多く、作風も萌えを意識したものになっている。代表作『おくさまが生徒会長!』は、2015年と2016年にアニメ化されている。2019年、『月刊ComicREX』（一迅社）で『思春期ちゃんのしつけかた』の連載を開始した。

## 作品リスト

### 漫画作品
- 『沸点1000度』ワニマガジン社〈ワニマガジンコミックス〉、2000年5月10日発売、ISBN 4-89829-407-3
- 『レンタルラバー』シュベール出版〈零式コミックス〉、2001年9月1日発売、ISBN 4-88332-228-9
- 『むずむず』シュベール出版〈零式コミックス〉、2002年4月30日発売、ISBN 4-88332-244-0
- 『needle』ぺんぎん書房、2003年10月発行、ISBN 4-901978-13-6
  - （新装版）一迅社〈DNAコミックス〉、2008年7月25日発売、ISBN 978-4-7580-0459-6
- 『おさわがせ弁天寮』実業之日本社〈マンサンコミックス〉、2004年12月発行、ISBN 4-408-16874-2
- 『下町マドンナ食堂』少年画報社〈ヤングコミックコミックス〉全5巻
- 『カフェ・デリシャス!!』実業之日本社〈マンサンコミックス〉、2005年5月発行、ISBN 4-408-16912-9
- 『女神さまの言うとおり』実業之日本社〈マンサンコミックス〉全2巻
- 『奥さまは生徒会長』実業之日本社〈マンサンコミックス〉、2007年12月20日発売、ISBN 978-4-408-17100-5
- 『ちゅーぶら!!』双葉社〈アクションコミックス・コミックハイ！ブランド〉全7巻（『コミックハイ!』2007年2月号 - 2011年5月号）
- 『まこちゃんと遊ぼう！』実業之日本社〈マンサンコミックス〉、2008年8月発行、ISBN 978-4-408-17135-7
- 『言いなり☆プリンセス』実業之日本社〈マンサンコミックス〉全1巻（『comicキャンドール』No.56〈2008年9月号〉 - No.73〈2010年2月号〉）
- 『彼女の鍵を開ける方法』秋田書店〈ヤングチャンピオン烈コミックス〉全9巻（『月刊ヤングチャンピオン烈』Volume.16〈2008年〉 - 2016年1号）
- 『おくさまが生徒会長!』一迅社〈REXコミックス〉全13巻（『月刊ComicREX』2011年10月号 - 2018年10月号）
- 『猛獣性少年少女』秋田書店〈チャンピオンREDコミックス〉全3巻（『チャンピオンRED』2016年8月号 - 2018年8月号）
- 『思春期ちゃんのしつけかた』一迅社〈REXコミックス〉既刊11巻（『月刊ComicREX』2019年4月号 - 2025年8月号[1]）

### その他
- 魔装学園H×H（テレビアニメ、2016年）第9話エンドカード
- はじめてのギャル（テレビアニメ、2017年）第5話エンドカード
- 俺が好きなのは妹だけど妹じゃない（テレビアニメ、2018年）第3話エンドカード